# 16929 Hurník
(16929) Hurník, denumire internațională (16929) Hurnik, este un asteroid din centura principală de asteroizi.

## Descriere
16929 Hurník este un asteroid din centura principală de asteroizi. A fost descoperit pe 31 martie 1998 la Observatorul din Ondřejov de Petr Pravec. Asteroidul prezintă o orbită caracterizată de o semiaxă mare de 3,06 ua, o excentricitate de 0,13 și o înclinație de 3,8° în raport cu ecliptica.